# Coendou speratus
Coendou speratus є малим голкошерстом роду Coendou, що зустрічається на північному сході Бразилії. Цей малий голкошерст має довгий хвіст і колючий вигляд, оскільки його спинна шерсть недовга. Його спинна частина чорнувата, що контрастує з коричневими кінчиками перо. Його відрізняє від Coendou nycthemera триколірне перо, тоді як nycthemera двоколірне.
Спочатку його знайшли в Центрі ендемізму Пернамбуку в 2013 році, пізніше його виявили також на екологічній станції Мурісі, а пізніше також у Гараньхунс.